# Kinh tế mở
Một nền kinh tế mở là một nền kinh tế có giao dịch với các nền kinh tế khác. Nền kinh tế này trái với một nền kinh tế đóng cửa trong đó không có xuất khẩu, không có nhập khẩu, không có các dòng di chuyển vốn.
Cụ thể, nền kinh tế này mua và bán hàng hóa và dịch vụ trên thị trường sản phẩm thế giới; mua và bán các tài sản vốn trên thị trường tài chính thế giới. Trong nền kinh tế mở, ngoài các biến số kinh tế vĩ mô giống trong nền kinh tế khép kín như sản lượng, tỷ lệ thất nghiệp, lạm phát, còn có biến số kinh tế vĩ mô quan trọng khác như xuất khẩu ròng (tài khoản vãng lai), luồng vốn ròng (tài khoản vốn), tỷ giá hối đoái.